# Три дні свята
Три дні свята — радянський художній фільм 1981 року, знятий на кіностудії «Казахфільм».

## Сюжет
Юна Акбота їде до бабусі в Алма-Ату і везе їй саджанці священного дерева арчи. В дорозі вона знайомиться з архітектором Мурадом, а потім і з його дружиною — актрисою Шолпан…

## У ролях
- Гульнара Дусматова — Акбота
- Тимур Сулейменов — Мурат
- Наталія Арінбасарова — Шолпан
- Роза Римбаєва — співачка
- Спартак Мішулін — режисер
- Сабіра Майканова — стара
- Касим Жакібаєв — старий
- Валентина Харламова — Ангеліна Петрівна
- Леонтій Полохов — льотчик
- Жексен Каїрлієв — штурман
- Уайс Султангазін — Жанай, тракторист
- Тамара Косубаєва — мати Мурада
- Макіль Куланбаєв — епізод
- Гульнара Рахімбаєва — Галіма
- Раїса Мухамедьярова — епізод
- Єсболган Жайсанбаєв — епізод
- Гуля Амандосова — епізод
- Жанна Керімтаєва — Альфія
- Мухтар Бахтигереєв — Тохтар
- Лідія Ашрапова — пасажирка
- Сайдаль Абилгазін — епізод
- Зібагуль Каріна — епізод
- Абдрашит Садиханов — епізод
- Мурат Нугманов — епізод
- Раушан Ауезбаєва — епізод
- Володимир Даниленко — епізод
- Римма Кабдалієва — епізод
- Тлектес Мейрамов — епізод
- Анеш Єржанова — епізод
- Шаймерден Хакімжанов — епізод

## Знімальна група
- Режисер — Серік Райбаєв
- Сценарист — Артур Макаров
- Оператор — Болат Сулєєв
- Композитор — Тлес Кажгалієв
- Художник — Олександр Ророкін